# Hope van Dyne
Hope van Dyne (nacida como Hope Pym) es un personaje ficticio interpretado por Evangeline Lilly en el Universo cinematográfico de Marvel (UCM), basada libremente en el personaje de Marvel Comics, Hope Pym. Representada como la hija de Hank Pym y Janet van Dyne, fue miembro de la junta de la compañía de su padre, Pym Technologies, y más tarde hereda de la identidad de superhéroe de Wasp de su madre, usando un traje que contiene tecnología de encogimiento para encogerse al tamaño de un insecto y también volar con alas de insectos. Sus apariciones en el MCU han recibido atención de los medios, y a menudo se elogian su interpretación auténtica e identificable como superheroína.
Después de reavivar su relación con su padre, Van Dyne trabaja con él para traer de vuelta a su madre, que anteriormente estaba atrapada en el Reino Cuántico, y derrotar a varios supervillanos, incluidos Yellowjacket y Ghost. Después de hacerlo, Van Dyne y sus padres son víctimas del Blip. Cuando los tres vuelven a la vida, Van Dyne se une a los Vengadores en una batalla contra una versión alternativa de Thanos. Posteriormente, vuelve a comprar la empresa de su padre al frente de la Fundación Pym van Dyne y continúa su relación con Scott Lang convirtiéndose en madrastra de su hija, Cassie Lang. Más tarde queda atrapada en el Reino Cuántico junto a su familia y trabaja con ellos para derrotar a Kang el Conquistador.
Apareció por primera vez en la película Ant-Man, de 2015. El personaje apareció luego en Ant-Man and the Wasp (2018), Avengers: Endgame (2019) y Ant-Man and the Wasp: Quantumania (2023).

## Concepto y creación

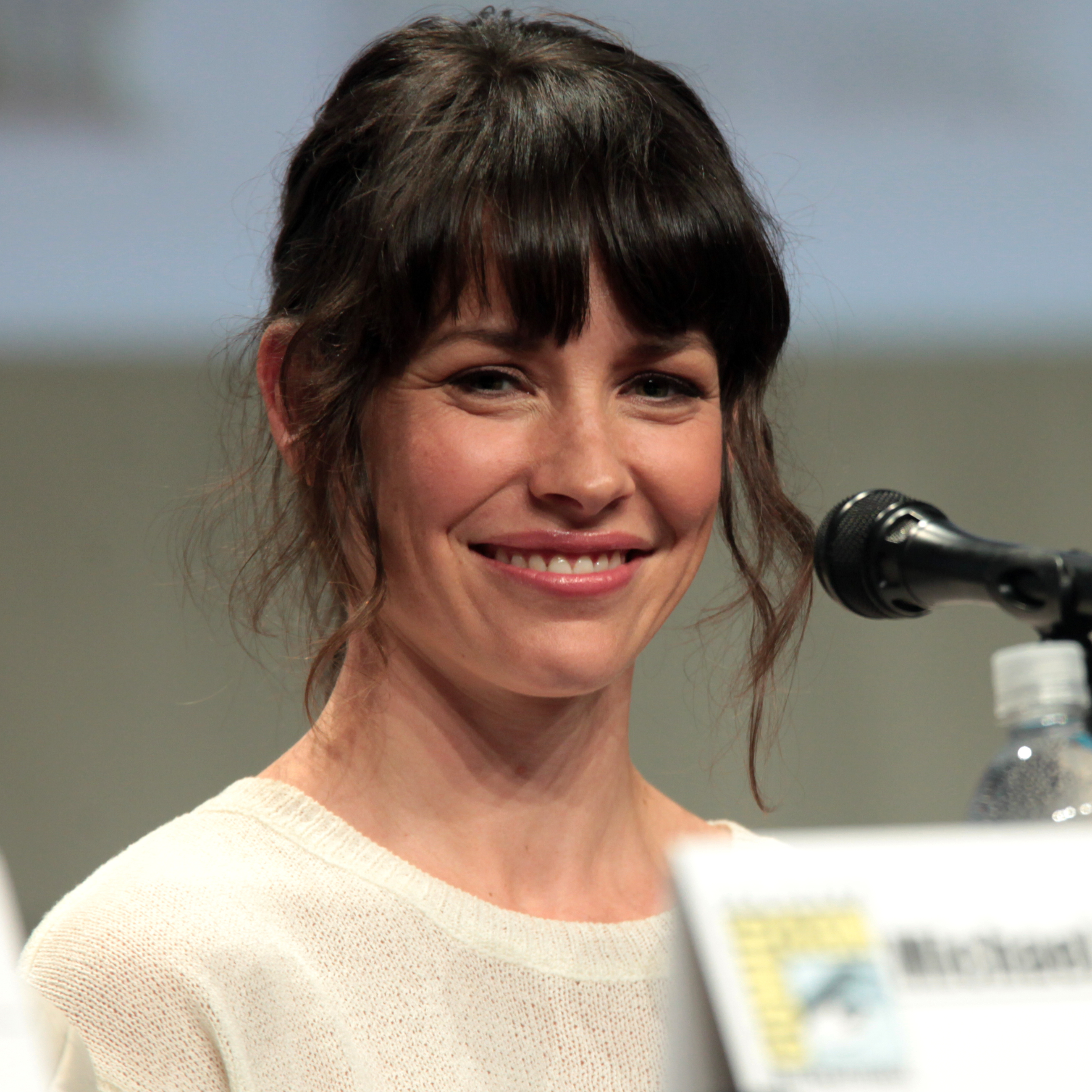
Evangeline Lilly hablando en el San Diego Comic Con International 2014, para "Ant Man", en el Centro de Convenciones de San Diego en San Diego, California.

Evangeline Lilly fue elegida originalmente como el personaje en 2014, cuando Edgar Wright estaba programado para dirigir Ant-Man. Cuando Wright dejó la película a finales de año y fue reemplazado por Peyton Reed, Lilly se mostró reacia a asumir el papel hasta que leyó el guion revisado y tuvo la oportunidad de reunirse con Reed. Reed también ofreció contribuciones al guion revisado, al igual que Lilly, quien trabajó con el coguionista e intérprete de Scott Lang Paul Rudd, quien contribuyó con ideas para ayudar a desarrollar su personaje, que recibió un arco más completo y más secuencias de acción como resultado. Una de las cosas importantes para Reed cuando se unió a la película fue enfatizar más tanto a Hope como a Janet van Dyne, dado que Wasp es "una parte crucial" de los cómics de Ant-Man.
En octubre de 2015, después del lanzamiento de Ant-Man, Marvel Studios anunció una secuela, titulada Ant-Man and the Wasp, con una fecha de lanzamiento programada para el 6 de julio de 2018. Con Lilly confirmada para repetir el papel. Al incluir a Wasp en el título de la película (la primera película de UCM que tiene un personaje femenino en el título), Reed lo calificó de "orgánico" y señaló la última línea de Wasp en Ant-Man, "Es cuestión de tiempo maldito", como "mucho sobre su personaje específico". y el arco en esa película, pero se trata absolutamente de algo más grande. Es cuestión de tiempo maldito: vamos a tener un héroe muy realizado y muy complicado en la próxima película que resulta ser una mujer. Reed también presionaría para garantizar que Wasp recibiera la misma publicidad y mercadería para la película. Danielle Costa fue responsable de las acrobacias de efectos visuales del personaje.
En 2016, Lilly confirmó que Hope van Dyne aparecería en Avengers: Endgame y dijo que su personaje no apareció en la película anterior Avengers: Infinity War para preservar su revelación como Wasp en Ant-Man and the Wasp.
Lilly también repitió su papel en la atracción mediática inspirada del UCM, Ant-Man and The Wasp: Nano Battle! en Hong Kong Disneyland.
Lily repetirá su papel una vez más en Ant-Man and the Wasp: Quantumania, que se planea para una fecha de lanzamiento en 2022. Incluso, antes de que se supiera oficialmente que regresaría, Lily dijo que "Hope está en la mitad del viaje. No veo que su viaje haya terminado en ningún tramo".

## Caracterización
Van Dyne se presenta en Ant-Man como la hija de Hank Pym y Janet van Dyne y una miembro de la junta de Pym Technologies que ayuda a Darren Cross a hacerse cargo de la empresa. A lo largo de la película, la progresión del personaje acerca a Hope a convertirse en un héroe. Lilly describió su personaje como "capaz, fuerte y genial", pero dijo que haber sido criada por dos superhéroes resultó en que Hope fuera "un ser humano bastante jodido ... y el mensaje claro enviado por mi nombre es que no soy un gran admirador de mi padre, así que tomé el nombre de mi madre". Ella agregó que "el arco de Van Dyne en la película es tratar de encontrar una relación" con Pym. Originalmente elegida por Wright, Lilly se mostró reacia a asumir el papel después de que él dejó el proyecto hasta que leyó el guion revisado y tuvo la oportunidad de reunirse con Reed. Feige dijo que Van Dyne era la opción más obvia para tomar el manto de Ant-Man, siendo "infinitamente más capaz de ser un superhéroe" que Lang, y que la razón por la que no lo hace es por la experiencia de Pym al perder a su madre, en lugar del sexismo, que Feige consideró que no sería un problema para Pym en los tiempos modernos. Lilly firmó un contrato de varias películas con Marvel.
En Ant-Man and the Wasp, Van Dyne recibe un traje similar y el manto de Wasp de su madre. Los escritores estaban emocionados de presentar correctamente al personaje como Wasp, mostrando su "conjunto de poder, cómo lucha y cuáles son las injusticias que le importan". Lilly sintió que el personaje tiene "una satisfacción increíble" al convertirse en Wasp, "algo que ha estado esperando toda su vida, que es esencialmente una afirmación de su padre". Su relación con Lang es más complicada que en la primera película e incluye ira hacia sus acciones durante Capitán América: Civil War. Lilly sintió que era importante que Hope "sea una persona extremadamente empática y compasiva" y que "siempre presione para que las cualidades femeninas sean evidentes cuando se enfrente a situaciones". En sus secuencias de lucha, Lilly quería alejarse del estilo de lucha más masculino de Muay Thai y artes marciales mixtas que aprendió para la primera película, y señaló que Hope se mueve de manera diferente a un hombre, por lo que sus peleas deben tener "elegancia, gracia y feminidad" con "un estilo característico" que las chicas jóvenes pueden disfrutar y emular. Lilly trabajó con los escritores para ayudar a asegurar que Hope fuera capaz de "representar a una mujer moderna" sin convertirse en el estereotipo de una figura maternal. Madeleine McGraw interpreta a una joven Hope van Dyne.
Lilly repitió su papel de superhéroe titular en Ant-Man and the Wasp: Quantumania, que se estrenó en los Estados Unidos el 17 de febrero de 2023. Sobre su papel en la última entrega de la trilogía Ant-Man, Lilly señaló que estaba "realmente "Estoy emocionada de tener la oportunidad de mostrar un lado de [Van Dyne] en el que cometería errores, sería frágil y no siempre tendría la respuesta correcta". En la película, Van Dyne se muestra en un buen lugar en el que Lilly notó "al que ha estado tratando de llegar durante mucho tiempo", después de haber sanado la relación con su padre, logró salvar a su madre, se enamoró de  Scott y ahora es madrastra de Cassie. Con su relación con Cassie, Van Dyne "la ve como una niña que necesita mimos o protección". Por el contrario, su relación con su propia madre al comienzo de la película es el polo opuesto: Janet se cansa de proteger a Van Dyne al no dejarla entrar. Después del estreno de la película, en una entrevista con The Hollywood Reporter, Lilly señaló que Hope no "cambió mucho en [Quantumania]" y agregó que "no había ningún lugar al que [Van Dyne] necesitara llegar o ir aparte de reparar una pequeña herida en su relación con su madre". El escritor de Ant-Man and the Wasp: Quantumania, Jeff Loveness, explicó que había una escena en la película que mostraba a Van Dyne teniendo un hijo que "habría aparecido en la escena de la 'tormenta de probabilidad' pero fue cortada porque "no encaja en la corriente".

## Biografía ficticia

### Primeros años de vida
Hope van Dyne, hija de los agentes de alto rango de S.H.I.E.L.D., Hank Pym y Janet van Dyne, creció en San Francisco, California. Ella se distancia de su padre después de que este ocultara las circunstancias de la desaparición de su madre y la enviara a un internado. Su posterior comportamiento frío y distante hacia ella también la llevó a adoptar el apellido de soltera de su madre. Posteriormente, ella se convirtió en la presidenta de Pym Technologies, la empresa de su padre, y fue el voto decisivo en su destitución como directora ejecutiva.

### Conociendo a Scott Lang
En 2015, Van Dyne busca la ayuda de Pym después de descubrir lo cerca que está el nuevo director ejecutivo, Darren Cross, de replicar la tecnología de encogimiento de Ant-Man. Cross planea producir en masa y vender esta tecnología como hardware militar conocido como el traje Yellowjacket. En respuesta, Pym recluta al ladrón convicto Scott Lang para convertirse en el nuevo Ant-Man y robarle el Yellowjacket a Cross. Van Dyne se opone a usar a Lang, creyéndose la mejor opción. Pym se niega a dejarla usar el traje, por lo que llama a la policía para que arresten a Lang después de que este robe el traje de Ant-Man de la casa de Pym, a pesar de que Pym lo desea. Después de que Pym libera a Lang de la cárcel, Van Dyne, a regañadientes, ayuda a entrenar a Lang para que aproveche al máximo las habilidades del traje de Ant-Man. Aunque Hope todavía guarda resentimiento hacia Pym, comienza a reconciliarse con su padre después de que este le revele que su madre se encogió para desarmar un misil y quedó atrapada en el Reino Cuántico subatómico. En consecuencia, Van Dyne y Pym colaboran para ayudar a Lang a frustrar los planes de Cross destruyendo la sede de Pym Technologies. Posteriormente, Van Dyne y Lang inician una relación.
Más tarde, Pym le revela a Van Dyne un nuevo prototipo de traje Wasp que él y Janet habían comenzado a hacer, y se lo ofrece.

### Rescatando a Janet van Dyne
En 2018, Van Dyne y Pym se esconden debido a la participación de Lang en los Vengadores,en violación de los Acuerdos de Sokovia. Posteriormente, ambos cortan lazos con Lang, quien es puesto en arresto domiciliario. A pesar de estar prófugos, Van Dyne y Pym comienzan a investigar maneras de traer de vuelta a Janet del Reino Cuántico.
Brevemente abren un túnel al Reino Cuántico y después de recibir una llamada de Lang que está soñando con las experiencias de la infancia de Van Dyne con su madre, los dos descubren que Lang, sin saberlo, se había enredado cuánticamente con Janet. Ellos logran secuestrar a Lang, dejando una gran hormiga con el monitor de tobillo de Lang como señuelo para no despertar las sospechas del agente del FBI Jimmy Woo. Van Dyne se pone el traje de Avispa por primera vez con Lang como Ant-Man y los dos acuerdan comprar una pieza necesaria para el túnel al traficante del mercado negro Sonny Burch. Van Dyne es atacada por la cuánticamente inestable Ava Starr, que se ha asociado con el exalumno de Pym, Bill Foster, para usar el túnel para curar a Starr de su fatal inestabilidad molecular. Van Dyne y Lang luchan contra los partidos rivales para mantener su tecnología cuántica a salvo para que Pym pueda viajar al Reino Cuántico para salvar a Janet. Pym logra rescatar a Janet del Reino Cuántico y Van Dyne se reúne con su madre. Van Dyne también conoce a la hija de Lang, Cassie Lang.
Tiempo después, Van Dyne, sus padres y Lang planean extraer energía cuántica para curar la enfermedad de Starr. Sin embargo, Van Dyne y sus padres se desintegran, víctimas del Blip, dejando a Lang atrapado en el Reino Cuántico durante cinco años en el presente.

### Resurección y Batalla de la Tierra
Cinco años después, Van Dyne revive y es rescatada por los Maestros de las Artes Místicas para unirse a la batalla final contra un Thanos alternativo. Una semana después de la batalla, Van Dyne, junto con sus padres restaurados y Lang, asiste al funeral de Tony Stark. Luego ella regresa a casa y pasa tiempo con Lang y Cassie.

### Explorando el Reino Cuántico y encuentro con Kang
Tras ser revivida del Blip, Van Dyne recompra la empresa de su padre y la renombra Fundación Pym van Dyne, que utiliza las partículas Pym de formas nuevas e innovadoras para impulsar iniciativas humanitarias. Ella continúa su relación con Lang, a la vez que refuerza su rol de madrastra de Cassie. Van Dyne también guarda rencor hacia su madre, quien se niega a hablar sobre el tiempo que pasó en el Reino Cuántico.
Tras ser rescatada de la cárcel por Van Dyne y Lang, Cassie revela que durante el Blip, comenzó a leer la obra de Pym sobre el Reino Cuántico y, con la ayuda de Pym y Van Dyne, creó un dispositivo que podía establecer contacto con dicho reino. A pesar de las protestas de Janet, al abrir el dispositivo, Van Dyne, Lang, Cassie, Pym y Janet son arrastrados al Reino Cuántico. Van Dyne, separada de Lang y Cassie, encuentra a sus padres y comienza a explorar la ciudad dentro del reino. El trío conoce a Lord Krylar, un antiguo aliado de Janet, quien los vende al hombre para el que trabaja. Van Dyne lucha contra los hombres de Krylar y ayuda a sus padres a huir y robar su nave.
Janet le revela a Van Dyne que es indirectamente responsable del levantamiento del reino, tras haber ayudado a Kang el Conquistador (jefe de Krylar) a reconstruir su Núcleo de Poder Multiversal tras su exilio, antes de agrandarlo para inutilizarlo. Van Dyne se reconcilia con su madre y jura no dejar que Kang escape del reino. El trío llega al Núcleo de Poder agrandado, que ha creado una tormenta de probabilidad. Van Dyne vuela hacia la tormenta para salvar a Lang, quien había hecho un trato con Kang para reducir el tamaño del núcleo de poder tras capturar a Cassie. Kang se retracta del trato, captura a Janet y aparentemente destruye su nave con Pym a bordo. 
Pym, rescatado por hormigas hiperinteligentes evolucionadas, ayuda a Van Dyne y Lang a iniciar una rebelión contra Kang con la ayuda de Cassie y los residentes del Reino Cuántico. Van Dyne, Lang y Cassie luchan contra Kang y derrotan a su ejército. Aunque aparentemente lo han vencido, la familia se reúne y logra regresar a su realidad a través de un portal alimentado por el Núcleo de Poder de Kang. Van Dyne vuela de regreso a través del portal para rescatar a Lang, quien fue arrastrado a una pelea con Kang, y ambos lo derrotan lanzándolo contra el Núcleo de Poder, lo que lo arrastra al olvido. Cassie reabre el portal para que Lang y Van Dyne regresen a casa y la familia reanude felizmente su vida.

## Versiones alternativas
Varias versiones alternativas de Van Dyne aparecen en la serie animada What If...?, con Lilly retomando su papel.

### Muerte de los Vengadores
En un universo alternativo, Van Dyne fue reclutada como agente de S.H.I.E.L.D. por Nick Fury, pero fue asesinada durante una misión en Odesa, Ucrania. Su muerte lleva a su padre a vengarse de Fury interrumpiendo su misión de reclutamiento para la Iniciativa Vengadores.

### Brote de zombis
En un 2018 alternativo, Van Dyne logra traer a sus padres de regreso del Reino Cuántico. Sin embargo, Janet ha sido infectada con un virus cuántico que posteriormente los convirtió a ella y a Pym en zombis. En 24 horas, el virus se propaga por el Noroeste de los Estados Unidos y Van Dyne escapa y se convierte en uno de los únicos supervivientes de la Tierra.
Después de salvar a Bruce Banner, quien fue enviado a la Tierra para advertir a la humanidad sobre Thanos, Van Dyne, junto con otros sobrevivientes (incluidos Peter Parker, Bucky Barnes, Okoye, Sharon Carter, Kurt y Happy Hogan) abandonan su base en la ciudad de Nueva York y viajan a Camp Lehigh, donde se dice que se está desarrollando una cura. De camino a Camp Lehigh, el equipo es atacado y Van Dyne se infecta. Ella se sacrifica volviéndose gigante para permitir que los demás escapen y lleva al equipo superviviente al campamento, sucumbiendo finalmente al virus.

### Vengadores 1980 vs. Ego
En un 1988 alternativo, una Van Dyne más joven acompaña a su padre Pym a la base de S.H.I.E.L.D. en Nevada, quien es reclutada por Peggy Carter y Howard Stark para unirse a un equipo para luchar contra un Peter Quill más joven con poderes celestiales. Después de que capturan a Quill, Van Dyne lo encuentra en su celda mientras deambula por la base. Los dos se unen por la pérdida de sus madres y Van Dyne le regala a Quill su walkman. Ella lo libera para permitirle regresar a su casa en Misuri. Más tarde defiende a Quill ante los adultos, insistiendo en que necesita ayuda. Ella se queda con Stark mientras el equipo se ocupa del padre de Quill, Ego, y lo ve robar su plántula de la base. Después de que Pym logra convencer a Quill de derrotar a Ego, ella regresa a su casa con todos, incluido Quill, para una fiesta de victoria y conoce a Goose, la mascota de Wendy Lawson.

### Luchando junto a la Capitana Carter
En un 2012 alternativo, Pym y Janet ayudaron a fundar S.H.I.E.L.D, lo que llevó a Van Dyne a asumir el manto de Wasp antes. Ella se convierte en miembro de los Vengadores, formados por la Capitana Peggy Carter, Natasha Romanoff, Clint Barton, Tony Stark y Thor a luchar contra los Chitauri durante la Batalla de Nueva York.

## Otras apariciones
Desde sus inicios en el Universo Cinematográfico de Marvel, ha aparecido en varios otros medios basados en Marvel Comics como Wasp. Ha aparecido en series animadas derivadas de Marvel Animación, incluyendo Ant-Man, con la voz de Melissa Rauch, Avengers Assemble, con la voz de Kari Wahlgren, y Marvel Super Hero Adventures, con la voz de Marlie Collins.
También aparece en algunos títulos de videojuegos cruzados de Marvel utilizando el alias Wasp creado por Marvel Games: Marvel Puzzle Quest, Lego Marvel Super Heroes, Marvel Contest of Champions, Marvel: Future Fight, Marvel Avengers Academy y Marvel Strike Force.